# Єлбаші
Єлбаші (рос. Елбаши) — село в Іскітимському районі Новосибірської області Російської Федерації.
Входить до складу муніципального утворення Тальменська сільрада. Населення становить 270 осіб (2010).

## Історія
Згідно із законом від 2 червня 2004 року органом місцевого самоврядування є Тальменська сільрада.

## Населення
| 1996 | 2002 | 2007 | 2010 |
| ---- | ---- | ---- | ---- |
| 402  | ↘347 | ↗383 | ↘270 |